# Macrozamia moorei
Macrozamia moorei är en kärlväxtart som beskrevs av Ferdinand von Mueller. Macrozamia moorei ingår i släktet Macrozamia och familjen Zamiaceae. IUCN kategoriserar arten globalt som nära hotad. Inga underarter finns listade i Catalogue of Life.

## Bildgalleri

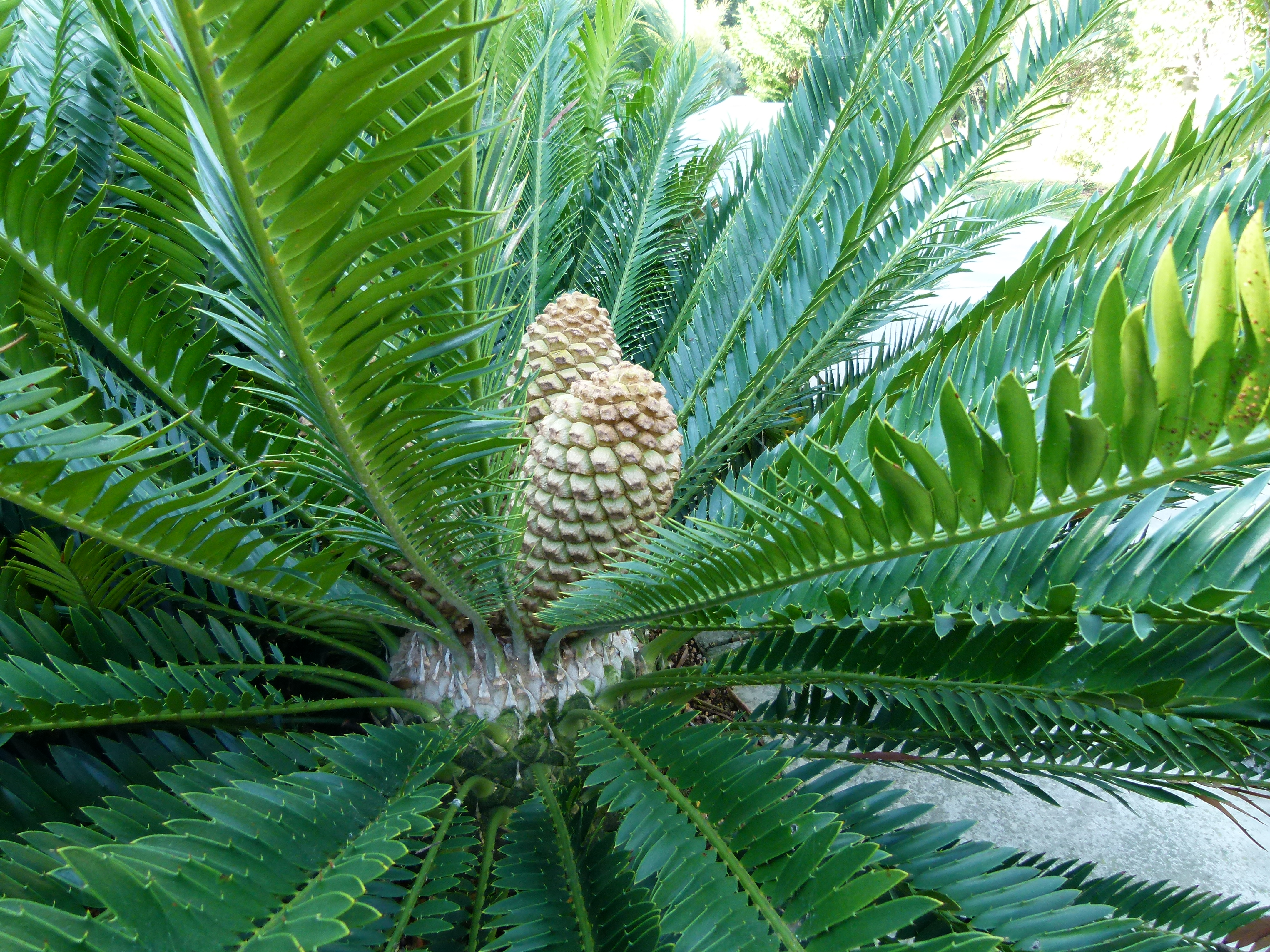
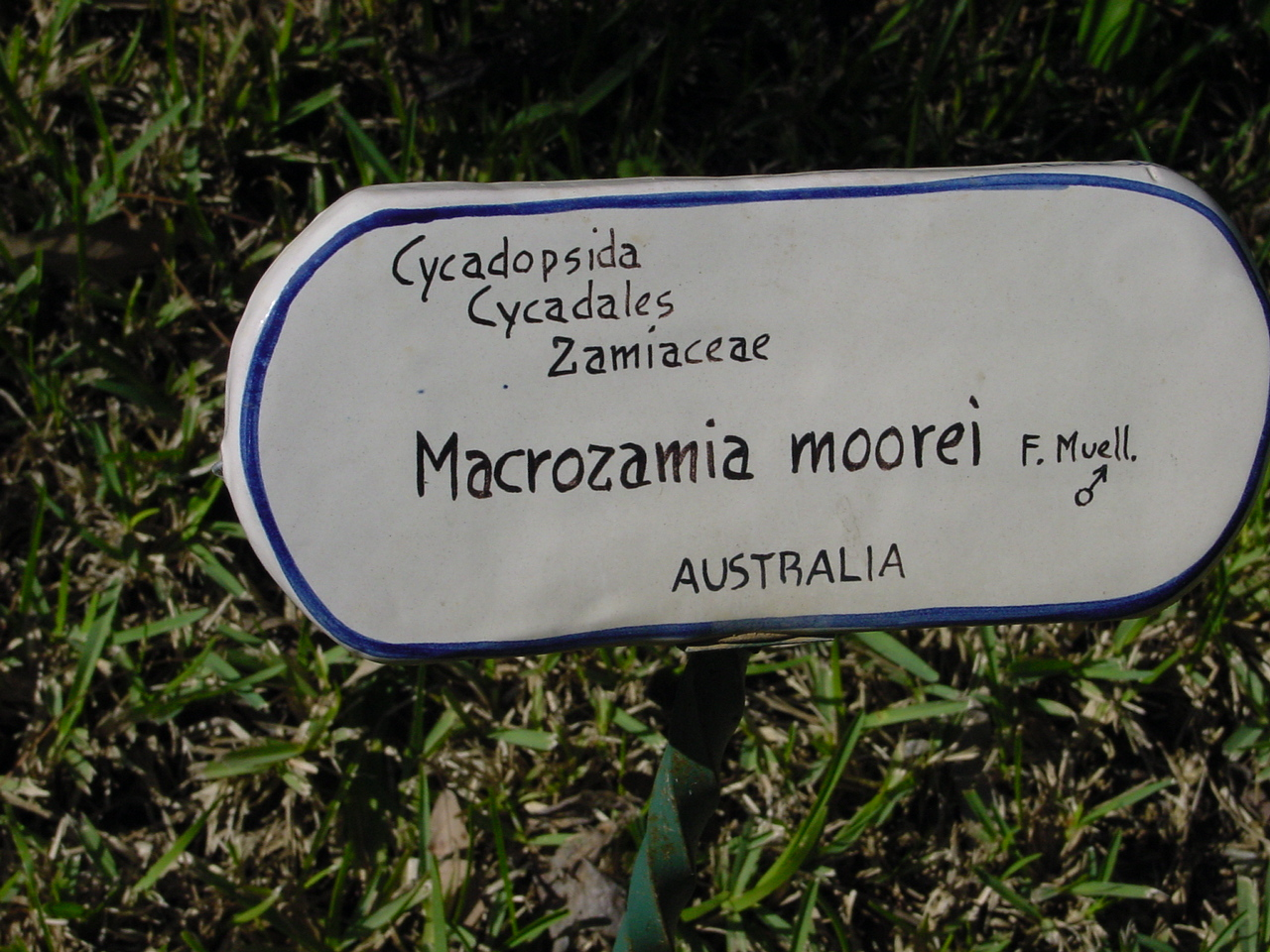
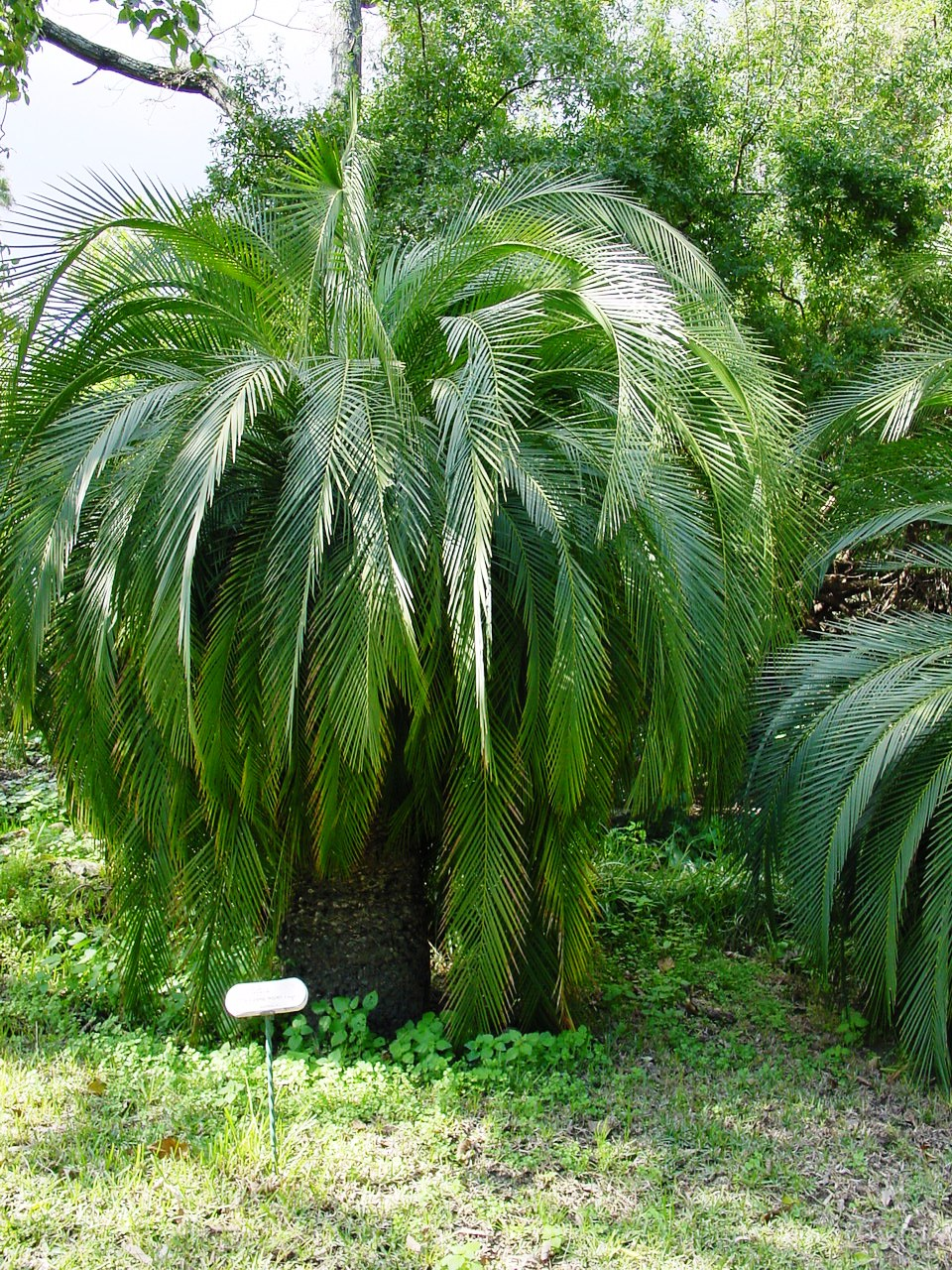
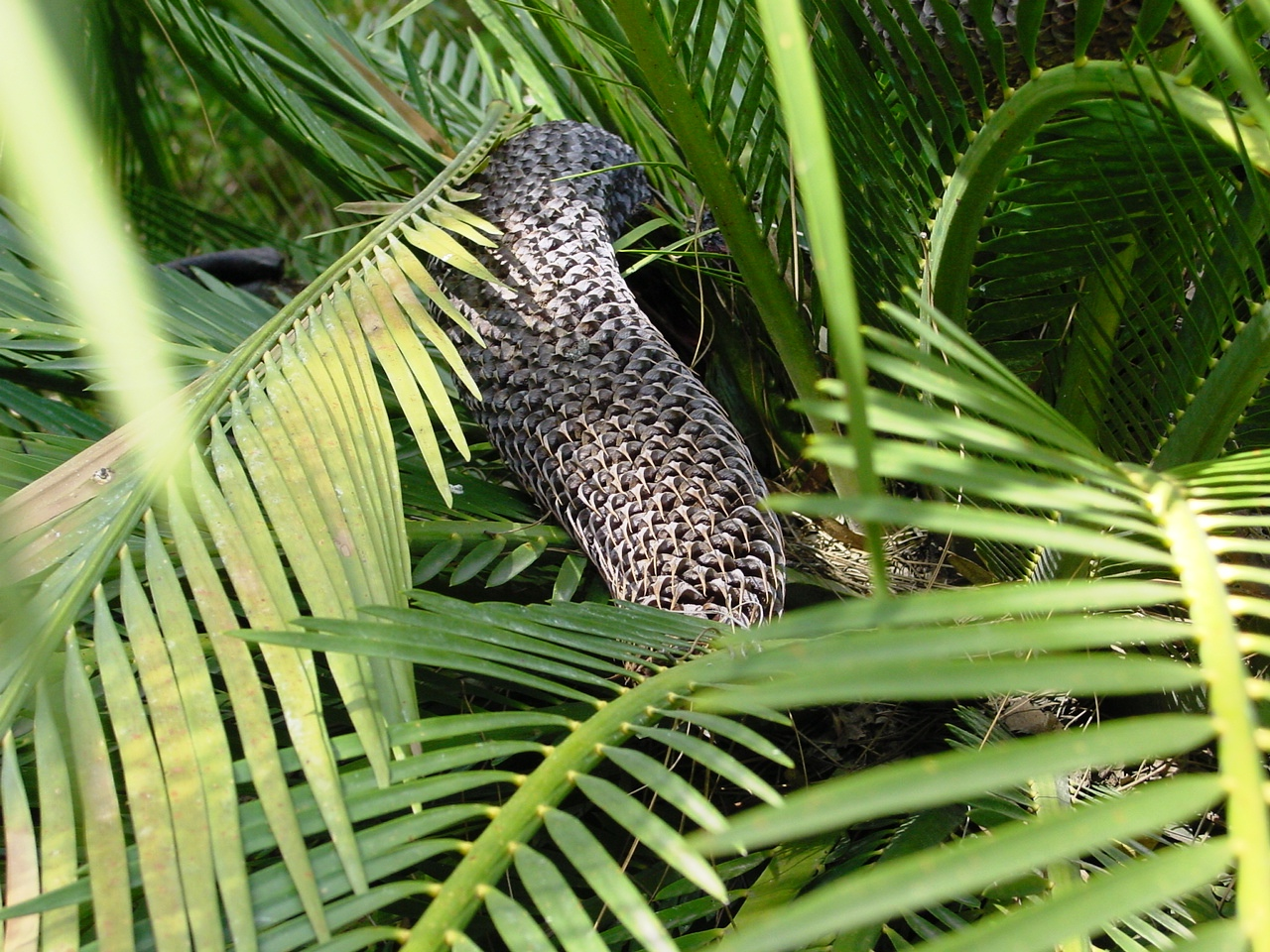
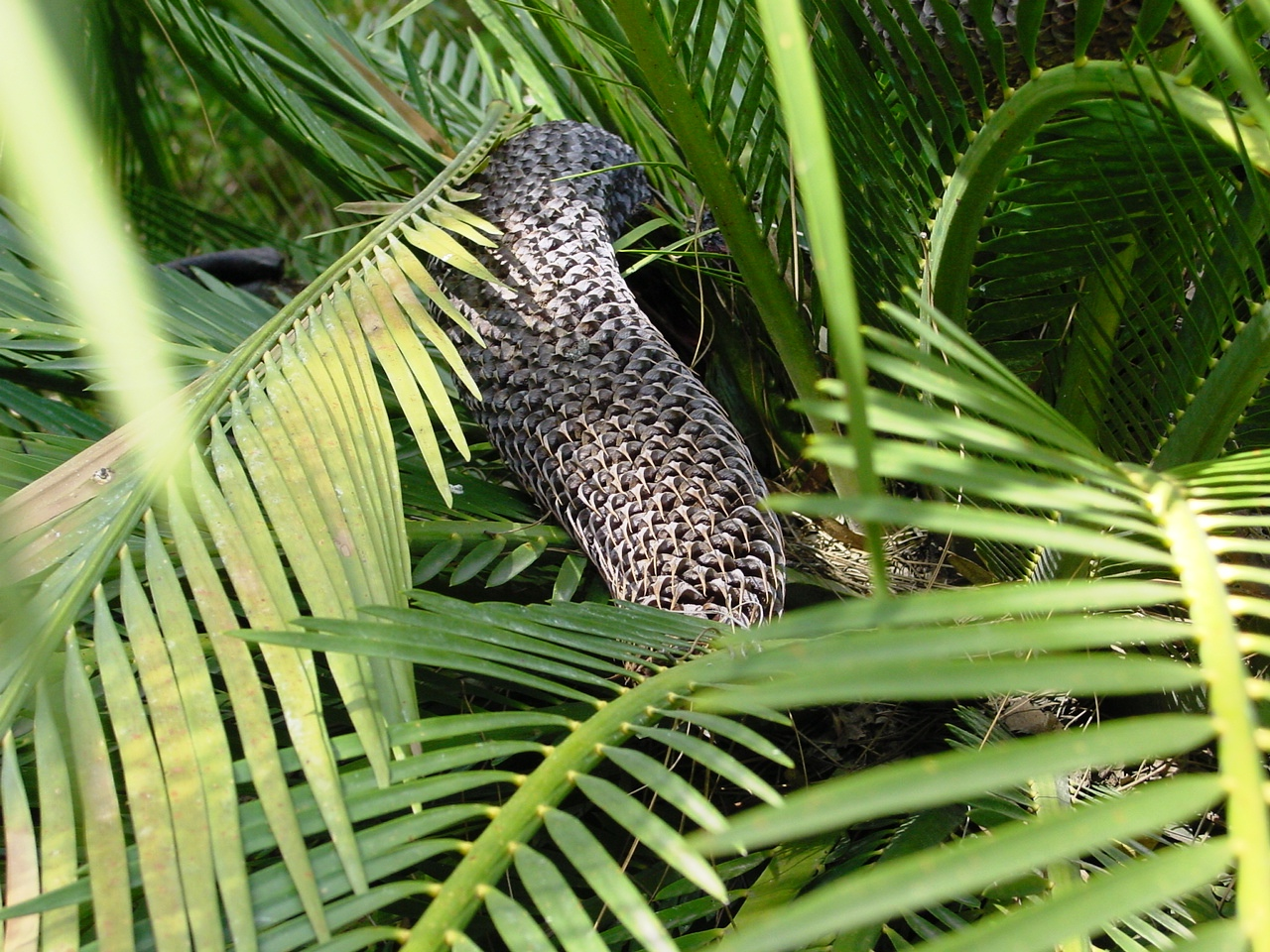